# Забытый август
«Забытый август» — повесть Рустама Ибрагимбекова. Впервые опубликована в журнале «Юность» в 1972 году, получила высокую оценку критики.
Экранизирована в 1973 году — «И тогда я сказал — нет…».

## Сюжет
Группа четырнадцати-пятнадцатилетних мальчишек, которые выросли в одном дворе и живут по соседству друг с другом, стала жертвами бывшего уголовника и ныне бандита Пахана. Пахан оказал на них дурное влияние и из чувства ложного стыда, и товарищества мальчишки начали бесчинствовать. Однако вскоре в одном из соседских домов появляется новый жилец — сын полка Костя, который многое повидал во время военной службы. Он-то и намеревается исправить сложившуюся ситуацию.

## Художественные особенности
Повесть перекликается с двумя более ранними произведениями Ибрагимбекова «На 9-й Хребтовой» и «Деловая поездка» и переносит читателя в мир грубых представлений о чести, основанных на уголовных понятиях.